# Господа (ТВ серија)
Господа (енгл. The Gentlemen) је криминалистичка драмска серија. Објављена је 7. марта 2024. године на Нетфликсу. Представља спин-оф истоименог филма из 2019. године.

## Радња
Еди Халстид је неочекивано наследио имање од 15.000 јутара и титулу војводе од Халстеда од свог недавно преминулог оца, али сазнаје да је земља постала део царства које узгаја коров којим управља Боби Глас. Сада, он мора да се креће светом еклектичних и опасних ликова са злобним плановима, истовремено покушавајући да заштити свој дом и остане жив.

## Улоге
| Глумац            | Улога                |
| ----------------- | -------------------- |
| Тео Џејмс         | Еди Халстид          |
| Каја Скоделарио   | Суси Глас            |
| Данијел Ингс      | Фреди Халстид        |
| Џоели Ричардсон   | Леди Сабрина Халстид |
| Џанкарло Еспозито | Стенли Џонстон       |

## Епизоде
| Сезона | Сезона | Епизоде | Епизоде | Оригинално емитовање | Оригинално емитовање |
| Сезона | Сезона | Епизоде | Епизоде | Премијера            | Финале               |
| ------ | ------ | ------- | ------- | -------------------- | -------------------- |
|        | 1.     | 8       | 8       | 7. март 2024.        | 7. март 2024.        |